# هواع (یمن)
 هواع  نام روستایی است در شمال غربی عمران، بمسافت ۳۵ کیلومتر، در ناحیهٔ (بنی سعد)، قضاء المحویت، از توابع استان مَحویت در کشور یمن در شبه جزیره عربستان است. 
جمعیت آن ۵۰۵ نفر (۳۰ خانوار) می‌باشد.